# Courrier d’Avignon

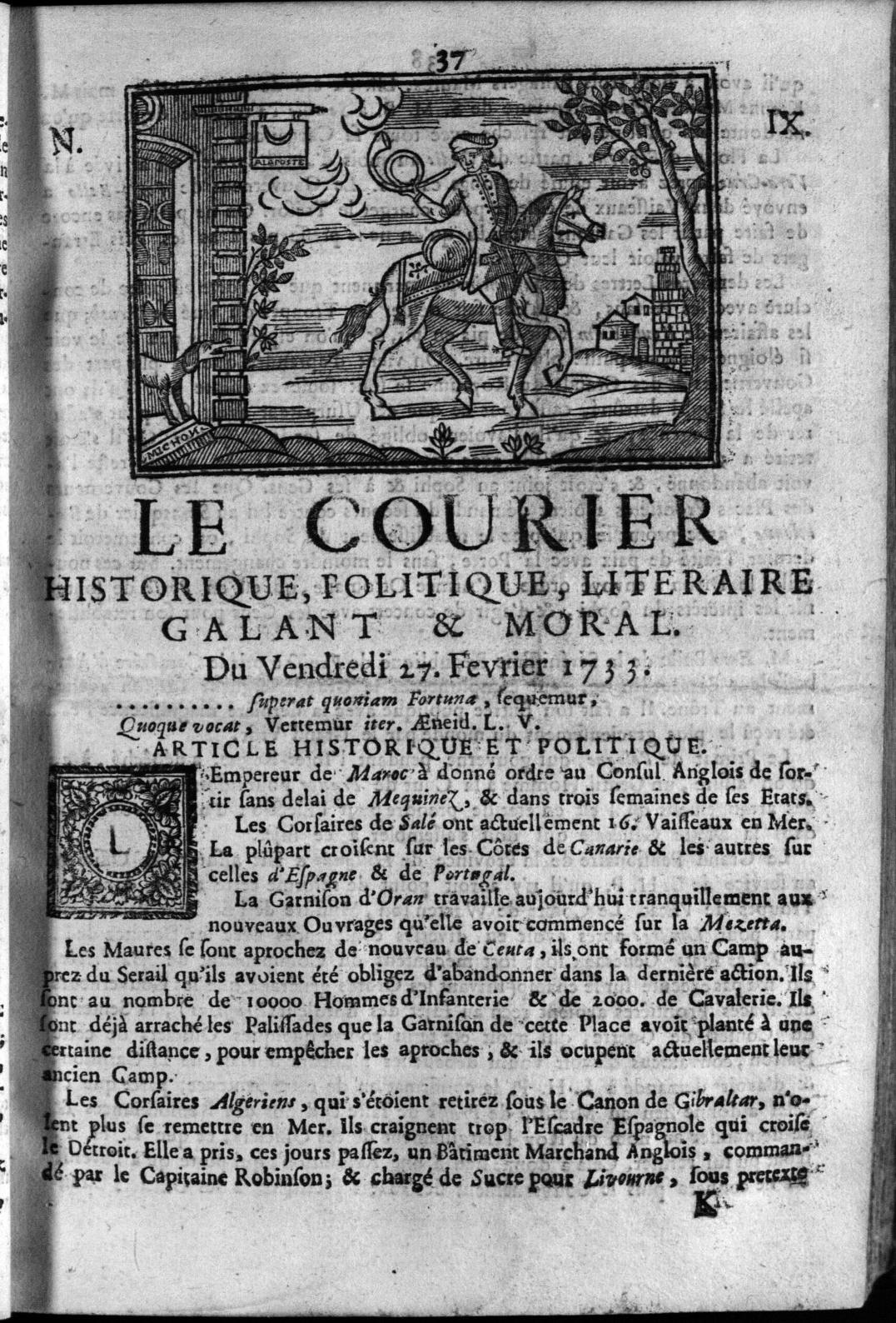
Titelblatt der neunten Ausgabe von 1733.

Der Courrier d’Avignon war eine französische Zeitung des achtzehnten Jahrhunderts, die mit einer Auflage von bis zu 9000 Exemplaren einen wichtigen Platz innerhalb der internationalen französischsprachigen Presse einnahm.
Der Courrier wurde zeitweise in einer päpstlichen Enklave nahe Monaco herausgegeben, wo er zwar unter kirchlicher Aufsicht stand, sich aber der Pressezensur des französischen Königsstaates entziehen konnte. Der Courrier d’Avignon erschien von 1733 bis 1793 mit zwei Unterbrechungen. Die erste fand zwischen Juli 1768 und August 1769 statt, als Avignon von Frankreich annektiert wurde. Die zweite erfolgte von November 1790 bis Mai 1791, während der Französischen Revolution.

## Geschichte
Am 2. Januar 1733 gründete  François Morénas die Zeitung als Le Courier historique, politique, galant et moral und brachte sie zunächst zweiwöchentlich heraus. Bereits Ende 1733 erwies sie sich als großer finanzieller Erfolg. Am 15. Juli 1768 wurde Avignon von den Franzosen besetzt und die Herausgabe der Zeitung kurzfristig eingestellt. Die Verleger flüchteten nach Monaco, wo sie unter dem Schutz von Prinz Honoré III. standen. Erst am 3. Februar 1769 erschien die Zeitung wieder unter dem Namen Courrier und benannte sich 1771 in Courrier de Monaco um. Nach Avignon kehrte sie 1775 zurück und hieß ab 1788 fortan wieder Courrier d’Avignon. Ab 1789 erschienen drei und 1790 sogar sechs Ausgaben pro Woche. Unter Leitung der Postdirektorin  Mlle Leblanc trug die Zeitung 1790 kurzzeitig den Namen Journal politique d’Avignon. Ein Gemeindeerlass verbot Mlle Leblanc eine weitere Herausgabe des Journals, das ab dem 30. November 1790 in unregelmäßigen Abständen unter Redaktion ihres Assistenten Sabin Tournal erschien. Nach einem Beschluss erhielt Mlle Leblanc das Journal zurück und veröffentlichte erneut vom 24. Mai 1791 an. Sabin Tournal war mit der politischen Orientierung des Journals nicht zufrieden und brachte zeitgleich einen jakobinisch geprägten Courrier d’Avignon heraus, der weitaus radikaler als sein Gegenstück war. Dieser erschien noch unregelmäßig bis 1793 und wurde mit der Besetzung Avignons durch die Marseillaiser endgültig eingestellt. Die Ausgabe von Leblanc wurde bereits ein Jahr zuvor abgeschafft und am 18. August 1792 öffentlich verbrannt.